# Марк Ліциній Красс
Марк Ліциній Красс (лат. Marcus Licinius Crassus; 115 — 53 до н. е.) — римський полководець і політичний діяч. Учасник Громадянської війни 83—82 до н. е.. Після неї, завдяки протекції Сулли, під час його диктатури (82—79 до н. е.) збагатився на перекупі майна людей, що потрапили у списки проскрипцій, і став одним з найбагатших людей Римської республіки. Здобув важку вирішальну перемогу над повстанцями Спартака у 71 до н. е. Консул 70 та 55 років до н. е., учасник Першого тріумвірату (60—53 до н. е.).
Давньогрецький письменник та історик Плутарх присвятив Крассу розділ у своїх «Порівняльних життєписах».

## Ранні роки
Марк Ліциній Красс походив з давнього плебейського роду Ліциніїв. Його батько, Публій Ліциній Красс,  консул 97 року і цензор 89 року, був убитий під час різанини, влаштованої Луцієм Цінною і Гаєм Марієм (можливо, що він покінчив життя самогубством). Подібна доля чекала і самого Красса, якби він не втік до Іспанії в середині 80-х років до н. е., де ховався в печері.

## Красс і Сулла
Під час панування маріанців у Римі, Красс ховався в печері біля маєтку Вібія Паціана в Іспанії. Згідно з Плутархом, Красс переховувався там 8 місяців і покинув печеру після отримання вістей про смерть Луція Цінни, тобто близько 84 до н. е. З Іспанії Красс переправився в Африку до Квінта Цецилія Метелли Пія, а звідти — до Італії, куди вже прибув Сулла.
Близько 83 року Красс приєднався до армії Сулли і взяв участь у битвах громадянської війни 83-82 до н. е. Сулла активно використовував людей, особисто постраждалих або що втратили родичів під час терору маріанців в 80-ті роки, і Красс був одним з таких людей. Красс виконував доручення Сулли і незабаром став користуватися великою пошаною. Вже тоді почалося його суперництво з Помпеєм, викликане тим, що Сулла надавав величезні почесті Помпею за його заслуги, хоча Помпей був молодший Красса. На думку Плутарха, Крассу бракувало досвідченості, а красу його подвигів губили злі сили що володіли ним від природи — користолюбство і скнарість. Однак Красс завоював особливе ставлення Сулли під час майже програної битви біля Коллінських воріт в 82 р. до н. е., коли він, командуючи правим флангом армії, повернув супротивника у втечу і тим самим повернув ініціативу в бою Суллі. При цьому Сулла дізнався про перемогу Красса лише вночі, коли основна частина війська була розсіяна самнітами і луканцями.
Під час диктатури Сулли Красс зробив собі величезні статки завдяки проскрипціям, ставши одним з найбагатших людей у Римі. Він вносив до проскрипційних списків людей з розрахунком на захоплення їхнього майна — в цілому, це було нормою, але одного разу Красс не порадився з Суллою і сам вніс людей, на майно якого мав види, в проскрипційні списки. За це він був відсторонений від збагачення за допомогою проскрипцій, проте не був внесений туди сам.
Про багатства Красcа ходили легенди:
 Він володів також великою кількістю срібних копалень і багатих земель, з великою кількістю працівників, але все це можна було вважати незначним у порівнянні з вартістю його рабів — стільки їх у нього було, та ще й навчених: читці, писці, майстри по роботі зі сріблом, домоуправителі, слуги.— «Порівняльні життєписи», Плутарх 

## Боротьба за вплив з Помпеєм
Після смерті Сулли в 78 до н. е. Красс через деякий час активізував свою боротьбу за вплив з Помпеєм. Помпей, визнаний полководець, завоював величезну популярність успішними війнами, і Красс вирішив використати свої багатства для досягнення рівного впливу. На відміну від Помпея, Красс зумів швидко завоювати репутацію доброзичливої і чуйної людини, що знає всі справи в Римі і завжди готового допомогти вирішити різні проблеми. Завдяки цілеспрямованому зануренню в цивільні справи і наявності великих фінансових ресурсів Красс незабаром досяг успіху і досяг приблизно рівного впливу з Помпеєм. Незважаючи на відсутність природних задатків і знань з теорії ораторського мистецтва, Красс часто виступав публічно, і робив це дуже успішно насамперед через старання Цицерона. Крім того, Красс продовжував нарощувати своє багатство, в тому числі і за допомогою не зовсім чесних махінацій з будинками, що згорали під час частих пожеж, які Красс купував за безцінь, а потім будував там нові будинки.

## Повстання Спартака
У 72 році Красс був обраний претором, після чого очолив армію, спрямовану проти повсталих рабів під керівництвом Спартака. У знищенні армії Спартака після кількох поразок римських магістратів сенат віддав пріоритет Крассу перед консулами. Під час переслідування спартаківців, коли римські війська перебували в стані низького бойового духу, Красс підтримав дисципліну з допомогою децимації — страти кожного десятого за жеребом з числа тих хто призвів до втечі під час однієї із сутичок. Спершу Красс, за версією Тита Лівія, розбив галлів і германців, що відкололися від основної армії Спартака. Потім він переслідував Спартака до Бруттія, звідки раби планували переправитися до Сицилії. За версією Флора, спартаківці були цілеспрямовано витіснені Крассом в Бруттій, і тільки після цього стали намагатися перебратися до Сицилії. Крассу приписується прагнення швидше покінчити зі Спартаком через швидке повернення в Італію Гнея Помпея, якому могли дістатися лаври переможця. Під його керівництвом був виритий рів через всю Бруттію, який замкнув армію Спартака на півострові. Незабаром після цього відбулася вирішальна битва, в якій повсталі раби були повністю розбиті. 6 000 рабів було взято в полон і за наказом Красса розіпнуто вздовж Аппієвої дороги.
Здобувши перемогу над спартаківцями, навесні 71 року до н. е. Красс повернувся в Рим і разом зі своїм суперником Помпеєм був обраний  консулом на 70 р до н. е. Деякий час обидва консула відмовлялися розпускати свої армії, тримаючи їх біля Риму. Лише втручання стурбованого народу і вмовляння провісників змусили Красса і Помпея примиритися. Крассу приписуються слова: Гадаю, співгромадяни, що я не здійснюю нічого низького чи неналежного для себе, роблячи перший крок і пропонуючи любов і дружбу Помпею, якого ви, коли він ще був безбородим, проголосили Великим і ще не бере участі в сенаті, визнали заслуговуючим тріумфу. У 65 до н. е. Красса обрано цензором, проте його цензорство нічим не запам'яталося — Красс нехтував своїми обов'язками.
Попри те, що весь цей час Красс боровся за вплив в Римі з Помпеєм, це протистояння ніколи не виливалося у збройні сутички, як це було під час протистояння Сулли і Гая Марія. Втім, Красс міг бути причетний до змови Катіліни, але доказів цьому не представив навіть викривач змови, Цицерон. Однак згодом стверджувалося, що ще під час першої змови Катіліни у 65 році до н. е. Красс повинен був стати  диктатором, а Гай Юлій Цезар — начальником кінноти при ньому. Цицерон підозрював Красса у співучасті у змові, і Красс став негативно ставитися до Цицерона. Проте син Красса Публій був прихильний до Цицерона і, врешті-решт, переконав їх обох примиритися.

## Тріумвірат
Незабаром після святкування третього тріумфу Помпей зажадав затвердити від сенату зроблених ним під час походів на Схід реформи і роздачу земель, грошей і царств, проте сенат був налаштований проти підтримки цієї ініціативи через надмірний, на думку сенаторів, вплив Помпея. Сенатори підтримали Лукулла — другого командувача в Третій Мітрідатовій війні, який вважав, що Помпей відняв у нього перемогу. Лукулла також підтримав і Красс, так постанови Помпея були скасовані.
Проте Гай Юлій Цезар, що повернувся до Риму, змушений відмовитися від тріумфу, та домагався консульства. У той же час він розумів, що самотужки йому буде важко цього досягти, і тому вступив у союз антисенатської спрямованості разом з Помпеєм. Помпей, у свою чергу, пообіцяв Цезарю допомогти в досягненні консульства. Проте Цезар розумів, що у випадку союзу з Помпеєм його супротивником стане Красс. Свого часу, коли Гай Юлій Цезар повинен був залишити Рим і вирушити управляти Іспанією, а його не випускали кредитори, він звернувся до Красса, який поручився за Цезаря величезною сумою в 830 талантів. У результаті Цезар переконав Красса і Помпея примиритися заради спільної вигоди в протистоянні сенату. А оскільки ні Красс, ні Помпей не вважали Цезаря рівним собі конкурентом, вони погодилися. З цього союзу виник перший тріумвірат, який фактично взяв в свої руки верховну владу в Римі. Однак саме Гай Юлій Цезар, що став  консулом на 59 рік до н. е., отримав найбільші вигоди від створення тріумвірату.

## Останні роки життя

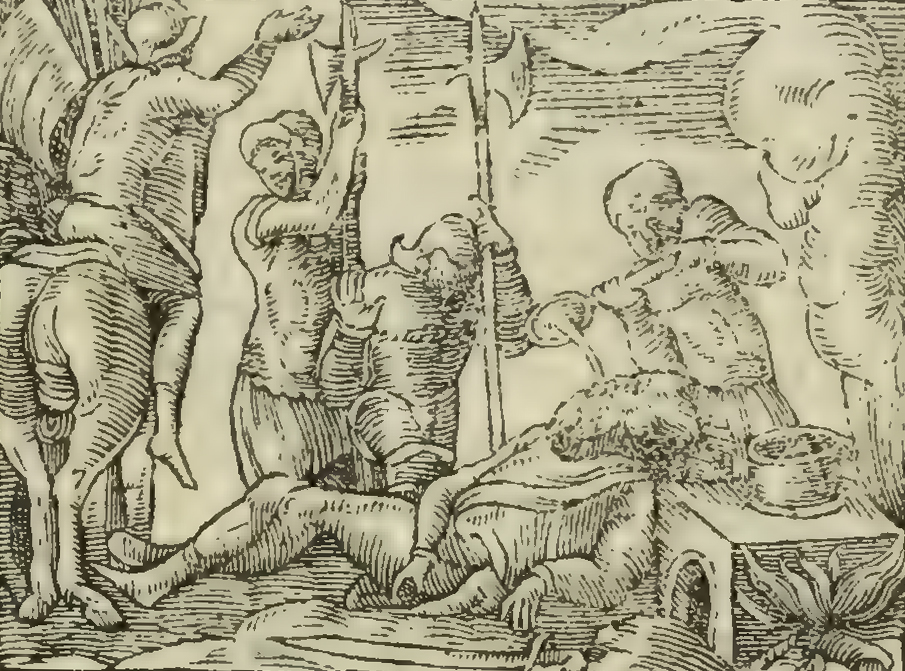
Страта Красса парфянами. Гравюра П'єр Кустау, 1555 рік. Підписана Лише смерть приносить щастя та збагачує

У 55 році до н. е. Красса обрано консулом вдруге, разом з Помпеєм. Як провінція йому дісталася Сирія, де він думав почати війну з парфянами. Амбіції Красса штовхали його здійснити великі завоювання, оскільки фінансові справи Красса були найліпшими (він мав статок у 55 році до н. е. 200 млн сестерціїв).
У 54 році до н. е. Красс переправився через Євфрат і зайняв ряд міст у Месопотамії. Відновивши наступ в 53 році до н. е. Красс зазнав поразки при Каррах від парфянської армії Орода, де загинув. Згідно з однією з легенд, самого Красса парфяни жорстоко стратили, вливши в горло розплавлене золото. Його голову і праву руку доставили у вірменське місто Арташат.

## Родина
Дружина — Тертулла
Діти:
- Марк Ліциній Красс
- Публій Ліциній Красс

## Книжки
Плутарх. Красс // Порівняльні життєписи. — Херонея, 120.